# Oosthoek (encyclopedie)

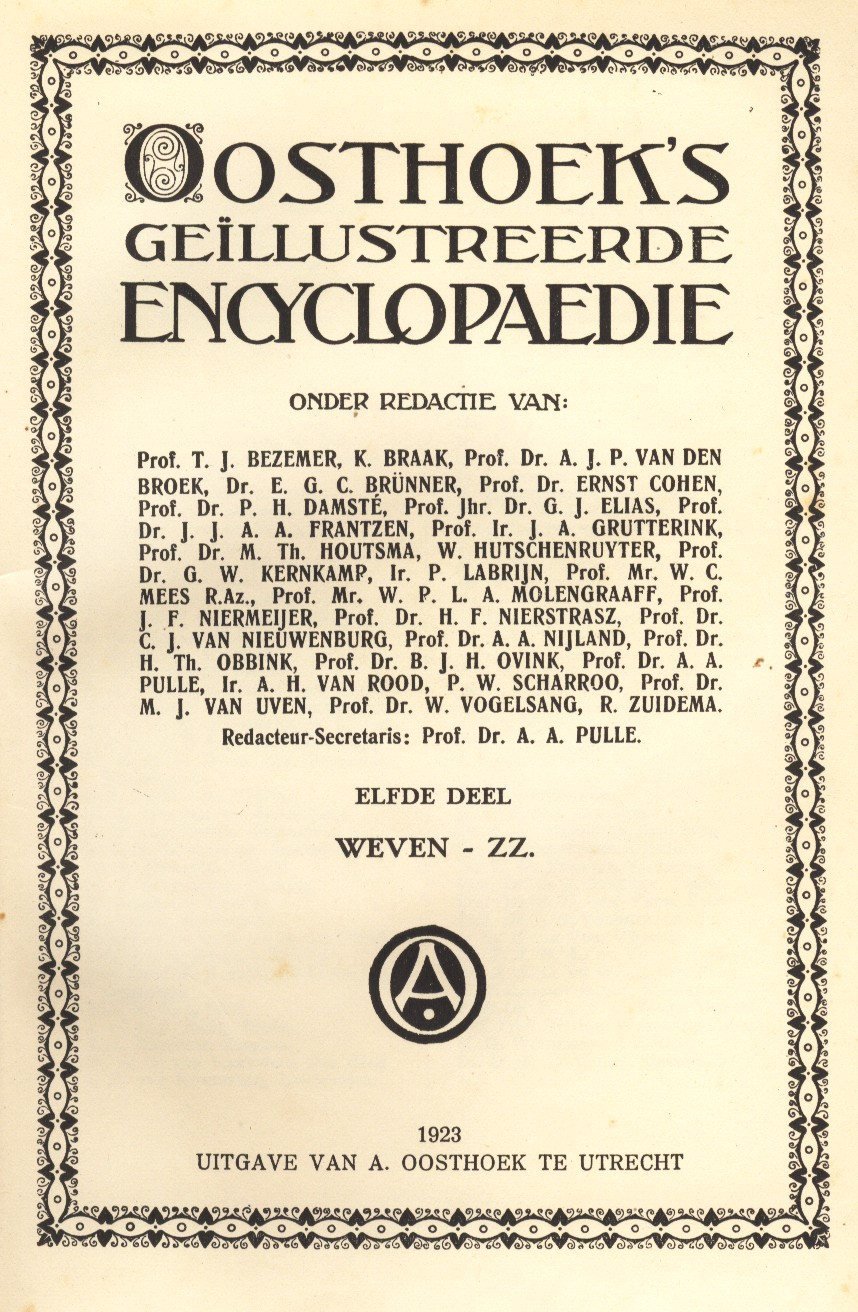
Titelpagina van de eerste editie van de Oosthoek-encyclopedie (1923)

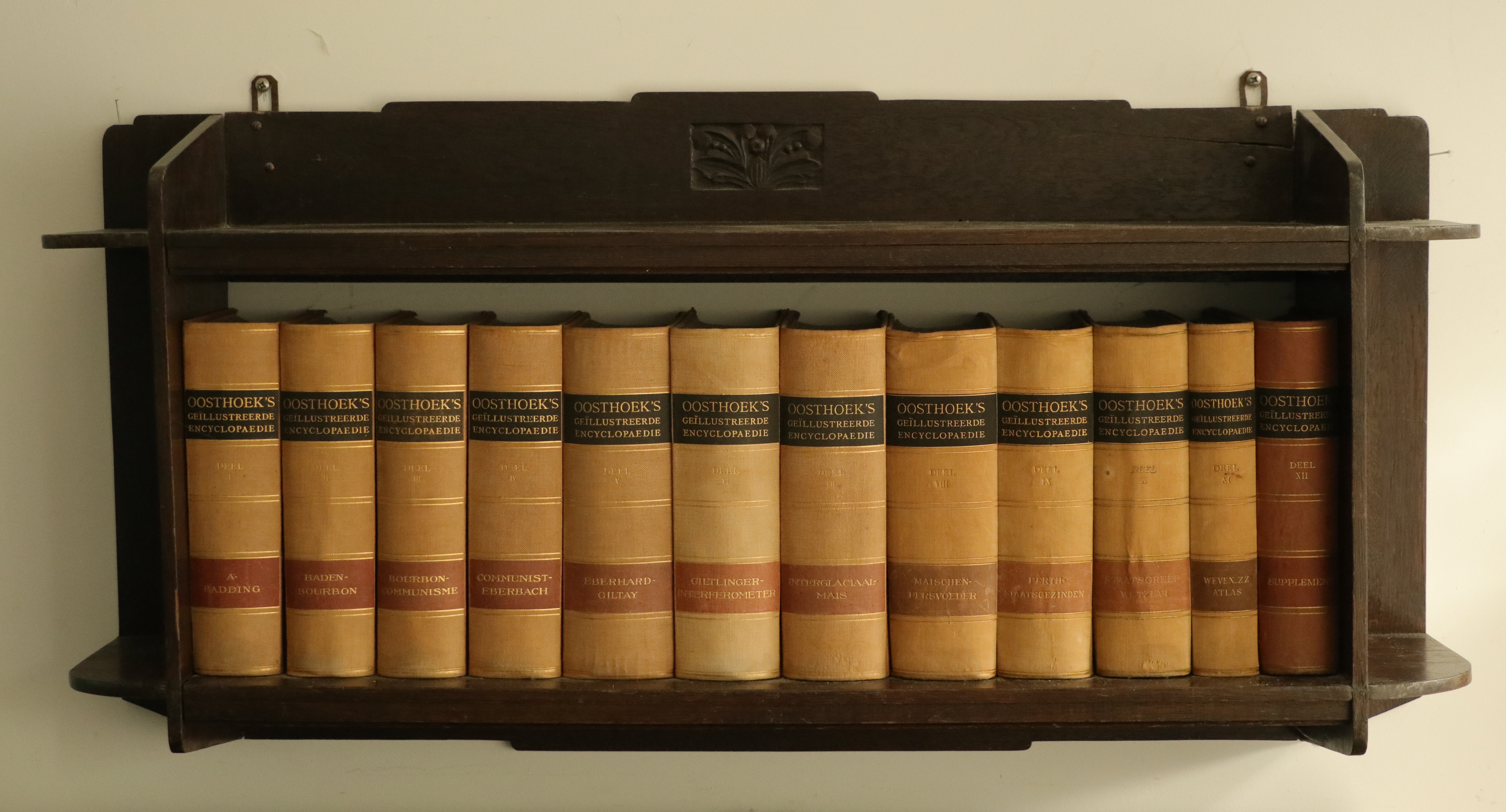
De eerste druk van de Oosthoek uit 1916-1923 in het kastje dat met het laatste deel werd meegeleverd.

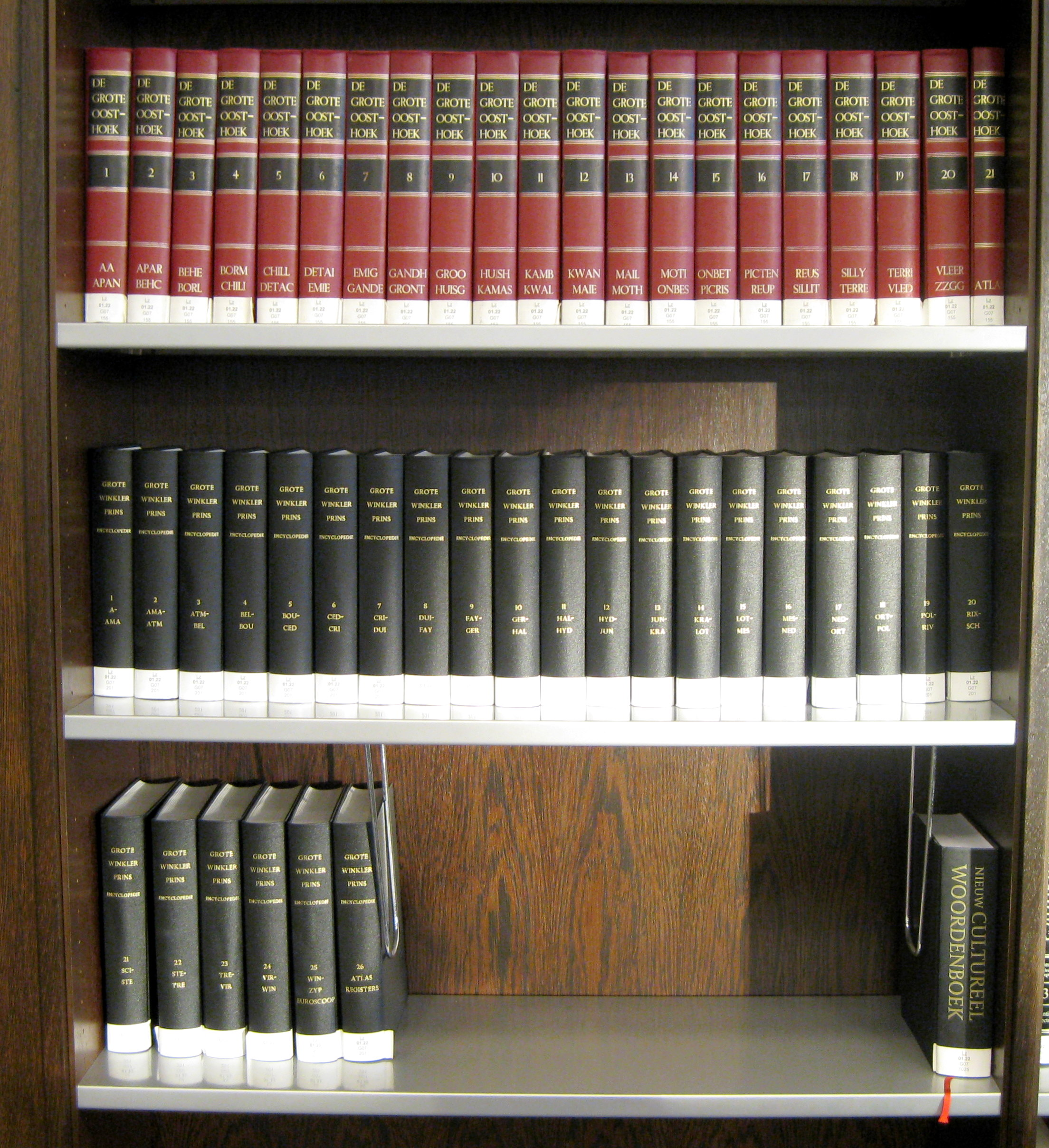
Grote Oosthoek (1976-1981), beneden de Winkler Prins

De Oosthoek is een Nederlandse encyclopedie die in verschillende uitvoeringen is verschenen:
- de kleine Oosthoek (twee edities: de eerste in 1964/65 in 2 delen en de  tweede in 1976, eveneens in 2 delen).
- de grote Oosthoek (zeven edities, zie hieronder).

Bij sommige uitvoeringen worden geluidsfragmenten geleverd.
De Oosthoek-encyclopedie is een uitgave van Oosthoek's Uitgevers Mij. N.V. te Utrecht, welk bedrijf in 1907 werd opgericht door A. Oosthoek (1876-1949) en in 1970 fuseerde met de firma Kluwer. De encyclopedie is een voortzetting van de door Oosthoek aangekochte "Vivat's Geïllustreerde Encyclopedie" (11 delen, Amsterdam, 1899-1908) en verscheen vanaf 1916 als "Oosthoek's Geïllustreerde Encyclopaedie". Zowel "Vivat" als de vooroorlogse edities van Oosthoek zijn qua inhoud en illustratiemateriaal gebaseerd op het Duitse "Meyers (Konversations-)Lexikon". De zevende en laatst verschenen druk (1976-81) was overeenkomstig de tijdgeest getiteld "De Grote Oosthoek". 
Bij Oosthoek verscheen onder meer ook de paperbackreeks "Oosthoeks Lexicons". Daarvan was elk deel gewijd aan een ander onderwerp.

## Edities
| Editie | Titel              | Delen | Jaar    |
| ------ | ------------------ | ----- | ------- |
| 1      | De Kleine Oosthoek | 2     | 1964–65 |
| 2      | De Kleine Oosthoek | 2     | 1976    |

| Titel                                          | Editie                             | Hoofdredactie                                              | Delen                                                                    | Uitgever           |
| ---------------------------------------------- | ---------------------------------- | ---------------------------------------------------------- | ------------------------------------------------------------------------ | ------------------ |
| Oosthoek's Geïllustreerde Encyclopaedie        | 1ste druk                          | Redacteur-Secretaris: A.A. Pulle                           | 11 delen, 1916-1923. Supplement (dl. 12) 1925                            | Utrecht: Oosthoek  |
| Oosthoek's Geïllustreerde Encyclopaedie        | 2de druk                           | Redacteur-secretarissen E.C.G. Brünner en H. F. Nierstrasz | 12 delen, 1925-32. Supplement (dl. 13) 1934                              | Utrecht: Oosthoek  |
| Oosthoek's Geïllustreerde Encyclopaedie        | 3de bijgewerkte en aangevulde druk | Redacteur-secretarissen: H.F. Nierstrasz en E.C.G. Brünner | 12 delen, 1932-39                                                        | Utrecht: Oosthoek  |
| Oosthoek's Encyclopaedie                       | 4de druk                           |                                                            | 15 delen, 1947-53. Supplementen (delen 16 en 17) 1955 en 1957            | Utrecht: Oosthoek. |
| Oosthoeks Encyclopedie                         | 5de druk                           |                                                            | 15 delen, 1959-64. Supplement (deel 16) 1966                             | Utrecht: Oosthoek  |
| Oosthoeks Encyclopedie                         | 6de druk                           | Jac L. Griep en J.A. van Houtte                            | 15 delen, 1968-73. 4 Supplementen (delen 16-19)                          | Utrecht: Oosthoek  |
| De Grote Oosthoek. Encyclopedie en woordenboek | 7de uitgave                        | Jac L. Griep en J.A. van Houtte                            | 20 delen, 1976-81. Atlas (deel 21), 1978. Supplementen 1 en 2 1981, 1985 |                    |